# لشکر صد و دهم پیاده نظام (ورماخت)
لشکر ۱۱۰ام پیاده‌نظام (انگلیسی: 110th Infantry Division) از لشکرهای وابسته به آلمان نازی در جنگ جهانی دوم بود.
این لشکر در آوریل ۱۹۴۰ در لونه‌بورگ آلمان به وجود آمد و در جبهه شرقی می‌جنگید.این لشکر خود سه واحد پیاده‌نظام و یک واحد توپخانه داشت.
در نهایت این لشکر در ژوئیه ۱۹۴۴ توسط ارتش سرخ شوروی نابود شد.

## فرماندهان
- ارنست زایفرت (۱۰ دسامبر ۱۹۴۰ - ۲۴ ژانویه ۱۹۴۲)
- مارتین گیلبرت (۱ فوریه ۱۹۴۲ - ۱ ژوئن ۱۹۴۳)
- ابرهارد فون کوروفسکی (۱ ژوئن - ۲۵ سپتامبر ۱۹۴۳)
- آلبرشت ووستنهاگن (۲۵ سپتامبر - ۱ دسامبر ۱۹۴۳)
- ابرهارد فون کوروفسکی (۱ دسامبر ۱۹۴۳ - ۱۱ می ۱۹۴۴)
- گوستاو گیر (۱۱-۱۵ می ۱۹۴۴)
- ابرهارد فون کوروفسکی (۱۵ می - ژوئیه ۱۹۴۴)